# Early (Texas)
Early ist eine Stadt im Brown County im US-Bundesstaat Texas in den Vereinigten Staaten. Das U.S. Census Bureau hat bei der Volkszählung 2020 eine Einwohnerzahl von 3087 ermittelt.

## Geografie
Die Stadt liegt im Zentrum des Countys, nahe dem geografischen Zentrum von Texas, an der Zusammenführung des U.S. Highway 67 mit dem U.S. Highway 84.

## Geschichte
Der erste Siedler war Welcome W. Chandler, der sich um 1850 hier niederließ. In seinem Haus wurde 1858 das erste Postbüro eröffnet. 1928 stiftete Walter U. Early, ein Staatsanwalt, Land zum Bau mehrerer Schulen und in den folgenden Jahren zogen immer mehr Familien in die Nähe dieser Schulen. 1942 wurde die erste Kirche errichtet und am 15. Dezember 1951 erhielt der Ort Stadtrecht mit 600 Einwohnern.

## Demografische Daten
Nach der Volkszählung im Jahr 2000 lebten hier 2.588 Menschen in 980 Haushalten und 752 Familien. Die Bevölkerungsdichte betrug 388,8 Einwohner pro km². Ethnisch betrachtet setzte sich die Bevölkerung zusammen aus 94,17 % weißer Bevölkerung, 1,00 % Afroamerikanern, 0,35 % amerikanischen Ureinwohnern, 0,58 % Asiaten, 0,04 % Bewohnern aus dem pazifischen Inselraum und 3,25 % aus anderen ethnischen Gruppen. Etwa 0,62 % waren gemischter Abstammung und 9,12 % der Bevölkerung waren spanischer oder lateinamerikanischer Abstammung.
Von den 980 Haushalten hatten 39,0 % Kinder unter 18 Jahre, die im Haushalt lebten. 62,0 % davon waren verheiratete, zusammenlebende Paare. 11,7 % waren allein erziehende Mütter und 23,2 % waren keine Familien. 20,5 % aller Haushalte waren Singlehaushalte und in 10,5 % lebten Menschen, die 65 Jahre oder älter waren. Die Durchschnittshaushaltsgröße betrug 2,64 und die durchschnittliche Größe einer Familie belief sich auf 3,01 Personen.
29,3 % der Bevölkerung waren unter 18 Jahre alt, 7,3 % von 18 bis 24, 27,3 % von 25 bis 44, 21,9 % von 45 bis 64, und 14,2 % die 65 Jahre oder älter waren. Das Durchschnittsalter war 36 Jahre. Auf 100 weibliche Personen aller Altersgruppen kamen 92,6 männliche Personen. Auf 100 Frauen im Alter von 18 Jahren und darüber kamen 87,5 Männer.
Das jährliche Durchschnittseinkommen eines Haushalts betrug 36.150 USD, das Durchschnittseinkommen einer Familie 44.861 USD. Männer hatten ein Durchschnittseinkommen von 31.902 USD gegenüber den Frauen mit 20.694 USD. Das Prokopfeinkommen betrug 18.755 USD. 13,5 % der Bevölkerung und 11,0 % der Familien lebten unterhalb der Armutsgrenze. Davon waren 16,7 % Kinder und Jugendliche unter 18 Jahren und 3,5 % waren 65 oder älter.